# Nisi (Unternehmen)
Nisi ('Campione del Mondo') war ein italienischer Felgenhersteller aus Mailand.
Vor allem für Rennräder baute das Unternehmen zunächst Stahlfelgen und dann Alu-Hohlkammerfelgen für Schlauchreifen und normale Bereifung. Fausto Coppi gewann die Weltmeisterschaft 1953 auf Gold-anodisierten Nisi Felgen. Neben den Konkurrenten Mavic und Rigida gehörte Nisi bis Anfang der 1980er Jahre zu den Hauptfelgenausstattern für Tour-de-France-Teams. 1988 stellte das Unternehmen seine Produktion ein.
Das Modell Corsa Stretto war das weit verbreitete Nisi Modell, G27 das Luxus-Modell.
Heute wird der Markennamen und das ehemalige Logo vom Hersteller GPM für MTB, Hybrid und Trekking Laufradsätze genutzt.